# القاسم بن ثابت العوفي
القاسم بن ثابت العوفي (255 هـ - 302 هـ) فقيه ومحدث أندلسي.

## سيرته
ولد أبي محمد القاسم بن ثابت بن حزم بن عبد الرحمن بن مطرف بن سليمان بن يحيى العوفي في سرقسطة عام 255 هـ. رحل مع أبيه إلى المشرق، فسمع من أحمد بن شعيب النسائي وأحمد بن عمرو البزار بمصر، وفي مكة من عبد الله بن علي الجارود ومحمد بن علي الجوهري، وبرع في اللغة وجمع الحديث، كما كان عالمًا بالفقه. ألف القاسم بن ثابت كتابًا سماه «الدلائل على معاني الحديث بالشاهد والمثل» عني فيه بغريب الحديث، إلا أنه مات قبل إكماله، وأكمله أبوه. وقد قال عنه ابن فرحون: «عنى بجمع الحديث واللغة، وكان عالما بالفقه والحديث، مُقدمًا في المعرفة بالغريب والنحو والشعر.»
وفي شوال 302 هـ عرض عليه ولاية القضاء في سرقسطة وحاول أبوه أن يكرهه عليها، فاستمهله ثلاثة أيام ليستخير ومات قبل انقضاء تلك الأيام.